# Trichosanthes pierrei
Trichosanthes pierrei är en gurkväxtart som beskrevs av François Gagnepain. Trichosanthes pierrei ingår i släktet Trichosanthes och familjen gurkväxter. Inga underarter finns listade i Catalogue of Life.